# Carcinidae
Carcinidae is een familie uit de infraorde krabben (Brachyura). Tot deze familie behoren een tiental soorten die voorkomen voor de Belgische en Nederlandse kust. Vroeger werd dit taxon als een onderfamilie van de Portunidae beschouwd.

## Geslachten
Carcininae MacLeay, 1838
- Carcinus Leach, 1814
- Portumnus Leach, 1814
- Xaiva MacLeay, 1838
- † Cicarnus Karasawa & Fudouji, 2000
- † Miopipus Müller, 1984

Polybiinae Ortmann, 1893
- Benthochascon Alcock & Anderson, 1899
- Brusinia Števčić, 1991
- Liocarcinus Stimpson, 1871
- Ovalipes Rathbun, 1898
- Polybius Leach, 1820

## Systematiek
De familie Carcinidae omvat volgende twee onderfamilies: 
- Carcininae MacLeay, 1838
- Platyonichinae Dana, 1851